# 卖火柴的小女孩

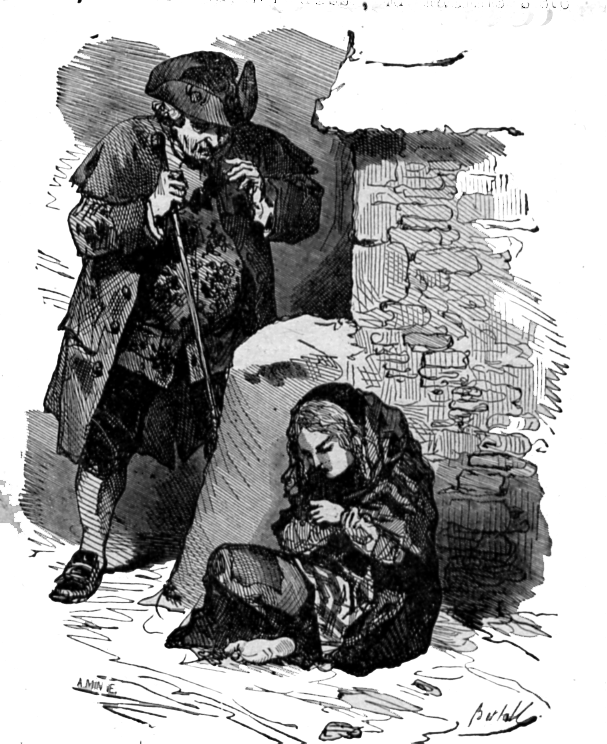
卖火柴的小女孩（Bertall绘）

《卖火柴的小女孩》（丹麥語：Den Lille Pige med Svovlstikkerne），或譯為《賣火柴的小姑娘》、《賣火柴的少女》，是丹麦童话作家安徒生所寫的一篇童话故事，发表于1845年12月。主要讲了一个卖火柴的小女孩在富人欢乐、举杯共庆的12月31日冻死在街头的故事。小女孩死了，嘴角却带着微笑，透过點燃火柴的美好幻想与她饥寒交迫的现实生活形成了鲜明的对比。安徒生透过这个童话，表达了对窮苦人民以及資本主義下的受害者悲惨的同情，和对当时社会的不滿。

## 故事大綱
一個寒冷的跨年夜，一位衣衫襤褸可憐的小女孩在街上賣火柴，冷風使她打顫和失溫。她的父親會因為女孩賣不掉火柴而會毆打她，因此她不敢回到家裡。女孩瑟縮在牆角，點燃火柴來溫暖自己，她在火光中看到一些幻影，包括聖誕樹和聖誕大餐。此時她見到天空中有流星劃過，便想起祖母的話，流星代表著人的死亡。當她劃了下一根火柴後，她看見了自己已經去世很久的祖母，那是唯一一位對自己友善的親人，為了維持祖母的幻影，她不斷地劃下火柴。在最後一根火柴燃盡後，女孩去世了，她看到了她祖母，然後她的祖母就把她的靈魂帶去了天堂，她们就过着幸福的生活。

## 外部連結
- "The Little Match Girl"（页面存档备份，存于） Jean Hersholt's English translation